# Saint-Barthélemy
Saint-Barthélemy (tiếng Anh: Saint Barthélemy), tên chính thức là Cộng đồng Saint-Barthélemy (tiếng Pháp: Collectivité de Saint-Barthélemy), là một cộng đồng hải ngoại của Pháp. Còn được biết với tên Saint Barts, Saint Barths, hay Saint Barth, cộng đồng này là một trong bốn vùng lãnh thổ trong Quần đảo Leeward ở Caribbean bao gồm cả Tây Ấn thuộc Pháp, và là vùng đất duy nhất đã từng là thuộc địa của Thụy Điển. Địa vị hiện nay của cộng đồng hải ngoại này có hiệu lực vào ngày 22 tháng 2 năm 2007 và gồm chính đảo Saint-Barthélemy, cộng với vài tiểu đảo ven bờ.

## Lịch sử
Saint-Barthélemy do Pháp tuyên bố đầu tiên vào năm 1648. Nó được bán cho Thụy Điển vào năm 1784, sau đó bán cho Pháp vào năm 1878. Thời kỳ Thụy Điển để lại dấu ấn ở tên của nhiều con đường và xã (để tưởng nhớ Đức vua Gustav III) và để lại biểu tượng quốc gia, Ba Vương miện cùng với con diệc xám, cũng như vương miện tường, trong quốc huy đảo.

## Sách tham khảo
- Jean Deveau, Peuplement de Saint-Barthélemy, Bulletin de la Société d'histoire de la Guadeloupe ISSN 0583-8266, nos 17-18, 1972 et no 29, 3e trimestre 1976, 64 p.
- Ernst Ekman, Sweden, The Slave Trade and Slavery, 1784-1847, Revue française d'histoire d'outre-mer ISSN 0300-9513, Paris, 1975, p. 226-227
- Göran Skytte, Det kungliga svenska slaveriet, Askelin & Hägglund, Stockholm, 1986 ISBN 91-7684-096-4
- Denis Gonthier, Abolition de l'esclavage et transformation des ménages de la population rurale de couleur, Île antillaise de Saint-Barthélémy, de 1840 à 1857, Université de Montréal (mémoire de maîtrise co-dirigé par Yolande Lavoie et Francine MAYER), Montréal, 1987, 127 p.
- Louis-Jean Calvet & Robert Chaudenson, 1998. Saint-Barthélemy: une énigme linguistique. Paris: Diffusion Didier Érudition.